# Liga Colombiana de Béisbol Profesional 1956-57
La temporada de la Liga Colombiana de Béisbol Profesional 1956-57 fue la 10° de la primera época de este campeonato disputada del 12 de octubre de 1956 al 9 de febrero de 1957. Un total de 4 equipos participaron en la competición.

## Equipos participantes
| Equipo                  | Fundación | Departamento | Ciudad       | Estadio                   | Capacidad |
| Kola Roman              | 1955      | Bolívar      | Cartagena    | Estadio Once de Noviembre | 12 000    |
| Indios de Cartagena     | 1948      | Bolívar      | Cartagena    | Estadio Once de Noviembre | 12 000    |
| Vanytor de Barranquilla | 1953      | Atlántico    | Barranquilla | Estadio Tomás Arrieta     | 8 000     |
| Willard de Barranquilla | 1953      | Atlántico    | Barranquilla | Estadio Tomás Arrieta     | 8 000     |

## Temporada regular
Cada equipo jugó 66 juegos en total.
| Pos | Equipo                  | JG | JP | JJ | AVG.  | Dif  |
| --- | ----------------------- | -- | -- | -- | ----- | ---- |
| 1.  | Kola Roman de Cartagena | 37 | 29 | 66 | 0.560 | ---  |
| 2.  | Willard de Barranquilla | 35 | 31 | 66 | 0.530 | 2,0  |
| 3.  | Vanytor de Barranquilla | 34 | 32 | 66 | 0.515 | 3,0  |
| 4.  | Indios de Cartagena     | 26 | 40 | 66 | 0.393 | 11,0 |

| Colombia                         |
| Campeón Kola Roman Primer título |

## Los mejores
| Stat                     | Jugador                                    | Total |
| ------------------------ | ------------------------------------------ | ----- |
| Porcentaje de bateo (BA) | Roberto Fernández (VAN)                    | .290  |
| Hits (H)                 | Roberto Fernández (VAN)                    | 79    |
| Carrera impulsada (RBI)  | Michael June (WIL)                         | 52    |
| Carrera anotada (R)      | Hal Charnopsky (KOL) Curtis Hardaway (KOL) | 37    |
| Dobles (2B)              | Hal Charnopsky (KOL)                       | 16    |
| Triples (3B)             | Michael June (WIL)                         | 5     |
| Home run (HR)            | Ken Guettler (KOL)                         | 10    |
| Robo de base (SB)        |                                            |       |

| Stat                 | Jugador              | Total          |
| -------------------- | -------------------- | -------------- |
| Juegos ganados (GAN) | Jerry Buchanan (KOL) | 11W-6L (0.647) |
| Efectividad (ERA)    | Fidel Álvarez (IND)  | 1.18           |
| Ponches (SO)         | Jim Grant (WIL)      | 134            |